# 陈章杰
陈章杰（1980年4月—），男，汉族，湖南常德人，中华人民共和国政治人物。2003年6月加入中国共产党。湖南大学大学本科学历，公共管理硕士学位。曾任中共常德市委常委、常德市人民政府副市长，现任湖南省人民政府副秘书长。

## 生平
陈章杰从湖南大学毕业后，在家乡常德市工作，曾任共青团常德市委副书记、中共汉寿县委常委、汉寿县人民政府副县长（挂职）、桃源县人民政府常务副县长、共青团常德市委书记、中共津市市委副书记、津市市人民政府市长。2017年12月，任中共临澧县委书记。2021年9月，任中共常德市委常委、秘书长、市委办主任、市直机关工委书记。2022年3月，任中共常德市委常委、常德市人民政府副市长。2023年，援疆担任中共吐鲁番市委副书记、市委教育工委书记。2024年8月，升任湖南省人民政府副秘书长。
2021年6月，被中共中央组织部授予“全国优秀县委书记”称号。